# Suzy Delair
Suzy Delair   (18è districte de París, 31 de desembre de 1917 - 16è districte de París, 15 de març de 2020), de nom real Suzanne Pierrette Delaire, fou una actriu i cantant francesa.
El seu repertori anava des de la comèdia fins al drama i va actuar amb grans actors com Bernard Blier, Louis Jouvet, Fernandel, Alain Delon, o fins i tot Louis de Funès. També ballarina i cantant, les seves interpretacions a la pel·lícula Quai des Orfèvres, les cançons Avec son tralala i Danse avec moi, de Francis Lopez, romanen en el record.
A l'escenari va actuar amb freqüència en operetes de Jacques Offenbach (La Périchole, La Vie parisienne), d'Oscar Straus (Trois valses), de Vanloo, Duval i André Messager (Véronique), etc.

## Biografia
Filla d'una modista i d'un tapisser de cotxes, Suzy Delair fou inicialment aprenent de barretera a can Suzanne Talbot, però somiava amb el teatre. Va començar fent de figurant al cinema i al teatre durant la seva adolescència, però va ser al music hall on va tenir èxit a l'escenari del Bouffes-Parisiens, Bobino, L'Européen, Folies-Belleville, al cabaret de Suzy Solidor, així com a les revistes on actuaven Mistinguett i Marie Dubas.
Deu anys després, els aficionats al cinema la descobreixen com una parisenca descarada a Le Dernier des six (1941), dirigida per Georges Lacombe a partir d'un guió d'Henri-Georges Clouzot, amb qui ella vivia. Aquest últim, ja darrere de la càmera, li va oferir un èxit considerable el 1942 amb L'assassin habite au 21.

La seva carrera es veié enterbolida per la seva actitud problemàtica sota l'Ocupació. Ella 
| « | no dissimulava pas les seves simpaties envers els alemanys | » |

 fins a l'extrem d'admirar l'ordre nazi Sota contracte formà part del grup d'actors convidats pels alemanys a visitar els estudis cinematogràfics de la UFA, a Alemanya i Àustria (a Múnic, Berlín i Viena), al costat de René Dary, Junie Astor, Danielle Darrieux, Albert Préjean i Viviane Romance ·  ·  ·  A la seva tornada, sorprèn abraçant amb calidesa Alfred Greven, mentre es queixa de no haver donat la mà a Joseph Goebbels Quan l'historiador Marc Ferro evoca, en el seu llibre Pétain (1987), el cinema durant aquest període, cita, entre d'altres, el nom de Suzy Delair A l'Alliberament, finalment només va patir una suspensió de tres mesos imposada pels comitès de purificació.
Si bé l'actriu és una de les estrelles dels anys quaranta, la seva carrera cinematogràfica està plena de pauses. El 1947, va rodar Le Quai des Orfèvres amb Henri-Georges Clouzot, del qual encara era company; se separaren després d'aquest darrer èxit conjunt. Hom la retroba a continuació en els films de Jean Dréville, Jean Grémillon, Marcel L'Herbier, Christian-Jaque, Marcel Carné, Luchino Visconti, René Clément i Gérard Oury.
El 28 de febrer de 1948 va cantar C'est si bon a l'Hotel Negresco durant el primer Nice Jazz Festival. Louis Armstrong es trobava present i quedà encantat amb la cançó. El 26 de juny de 1950 va gravar la versió americana de la cançó (lletra anglesa de Jerry Seelen) a Nova York amb l'orquestra de Sy Oliver. Quan es va publicar, el disc va tenir un èxit mundial i la cançó va ser versionada pels millors cantants internacionals. També el 1948 va rodar amb Bourvil a Par la fenêtre de Gilles Grangier, una pel·lícula avui oblidada, però on ambdós protagonistes fan gala d'una gran complicitat.
El 1950-1951, va rodar Atoll K dirigida per Léo Joannon, compartint protagonisme amb Laurel i Hardy, dels quals fou el darrer film. Durant la temporada 1953-1954, va actuar a L'Européen, a París, en l'opereta Mobilette, amb Mona Monick com a parella i els debutants Michel Roux, Roger Lanzac i Lucien Lupi.
El 1960, a Rocco e i suoi fratelli de Luchino Visconti, fa un paper secundari però divertit i destacable (Luisa, la patrona de la bugaderia, que sucumbeix ràpidament als encants de Simone Parondi / Renato Salvatori).
El 1973 s'estrena el film Les Aventures de Rabbi Jacob de Gérard Oury; interpreta el paper de Germaine Pivert, dentista i muller de Victor Pivert, interpretat per Louis de Funès. La pel·lícula encapçala el taquillatge aquell any, amb més de 7 milions d'espectadors als cinemes.

El 1982 va comentar la seva carrera de la següent manera: 
| « | Molt poques vegades em fan treballar. Sens dubte, em paguen tant per no pertànyer a capelles, les aventures masculines a les quals he sacrificat de vegades la meva carrera, com sobretot per la meva negativa a coquetejar quan hauria calgut fer-ho… | » |

De fet, Suzy Delair era conscient que molts directors i professionals del cinema no li perdonaven la seva vida privada i algunes de les seves posicions, així com la seva actitud sota l'Ocupació, entre 1940 i 1944, que l'impediria de participar en grans pel·lícules o en projectes importants després del 1945. No obstant això, el Consell de la Resistència la salvaria el 1944, durant la purificació, amb només tres mesos de suspensió de la seva professió d'actriu i, el 1947, seria exonerada completament per la justícia francesa.
No obstant això, Suzy Delair continuà sent molt popular a França, des de la postguerra fins als anys seixanta.
Suzy Delair morí el 15 de març de 2020, a l'edat de 102 anys, al 16è districte de París Fou inhumada a l'antic cementiri d'Asnières-sur-Seine (Alts del Sena), sense cerimònia a causa del confinament ordenat per contrarestar la pandèmia de la Covid-19.

## Condecoracions
- Oficial de l'Orde Nacional del Mèrit, el 15 de novembre de 1999;[17]
- Oficial de la Legió d'Honor, promoció del 14 de juliol del 2006;[18]
- Comanador de l'Orde de les Arts i les Lletres durant la promoció del 20 d'abril de 1995;[19]

## Reconeixement i homenatges
El 24 d'abril de 2004, l'Académie du disque lyrique, presidida per Pierre Bergé, li va atorgar l'Orfeu d'or l millor enregistrament d'opereta o d'òpera buffa pel seu disc De l'opérette à la chanson (Musidisc, 2003).
El 6 de desembre de 2004 se li va dedicar un homenatge a la Cinémathèque Française a París, presentat pel periodista Olivier Barrot, en presència de l'actriu i dels seus amics Françoise Arnoul, Pierre Trabaud, i Jacqueline Willemetz, neta d'Albert Willemetz. Organitzat per Sylvain Briet i Les Amis de la Cinémathèque française, aquest esdeveniment presentà una sèrie de les seves pel·lícules com ara Quai des Orfèvres, Lady Paname, Pattes blanches, Gervaise, Le Couturier de ces dames, i l'esquetx Une couronne mortuaire extret de Souvenirs perdus.